# Rasmus Tiller
Rasmus Fossum Tiller (Trondheim, 28 luglio 1996) è un ciclista su strada norvegese che corre per l'Uno-X Mobility; è professionista dal 2019.

## Palmarès
- 2017 (Joker-Icopal, una vittoria)

Campionati norvegesi, Prova in linea
- 2018 (Joker-Icopal)

Prologo Grand Prix Priessnitz spa (Krnov, cronometro)
- 2021 (Uno-X Pro Cycling Team, una vittoria)

Dwars door het Hageland
- 2022 (Uno-X Pro Cycling Team, una vittoria)

Campionati norvegesi, Prova in linea Elite
- 2023 (Uno-X Pro Cycling Team, due vittorie)

Dwars door het Hageland
7ª tappa Tour of Britain (Tewkesbury > Gloucester)

## Piazzamenti

### Grandi Giri
- Tour de France

2023: 108º
2024: 105º
- Vuelta a España

2019: 130º

### Classiche monumento
- Giro delle Fiandre

2020: 86º
2022: 88º
2023: 87º
2024: 24°
2025: 25º
- Parigi-Roubaix

2019: fuori tempo massimo
2022: ritirato
2023: 46º
2024: 28º
2025: 93º

### Competizioni mondiali
- Campionati del mondo su strada

Bergen 2017 - In linea Under-23: 27º
Innsbruck 2018 - In linea Under-23: ritirato
Fiandre 2021 - In linea Elite: 51º
Wollongong 2022 - In linea Elite: 16º
Glasgow 2023 - In linea Elite: 17°

### Competizioni europee
- Campionati europei

Nyon 2014 - In linea Juniores: ritirato
Herning 2017 - Cronometro Under-23: 49º
Herning 2017 - In linea Under-23: ritirato
Glasgow 2018 - In linea Elite: ritirato
Alkmaar 2019 - In linea Elite: ritirato
Plouay 2020 - In
 linea Elite: ritirato
Monaco di Baviera 2022 - In linea Elite: 68º
Drenthe 2023 - In linea Elite: 6º